# Robert Fries

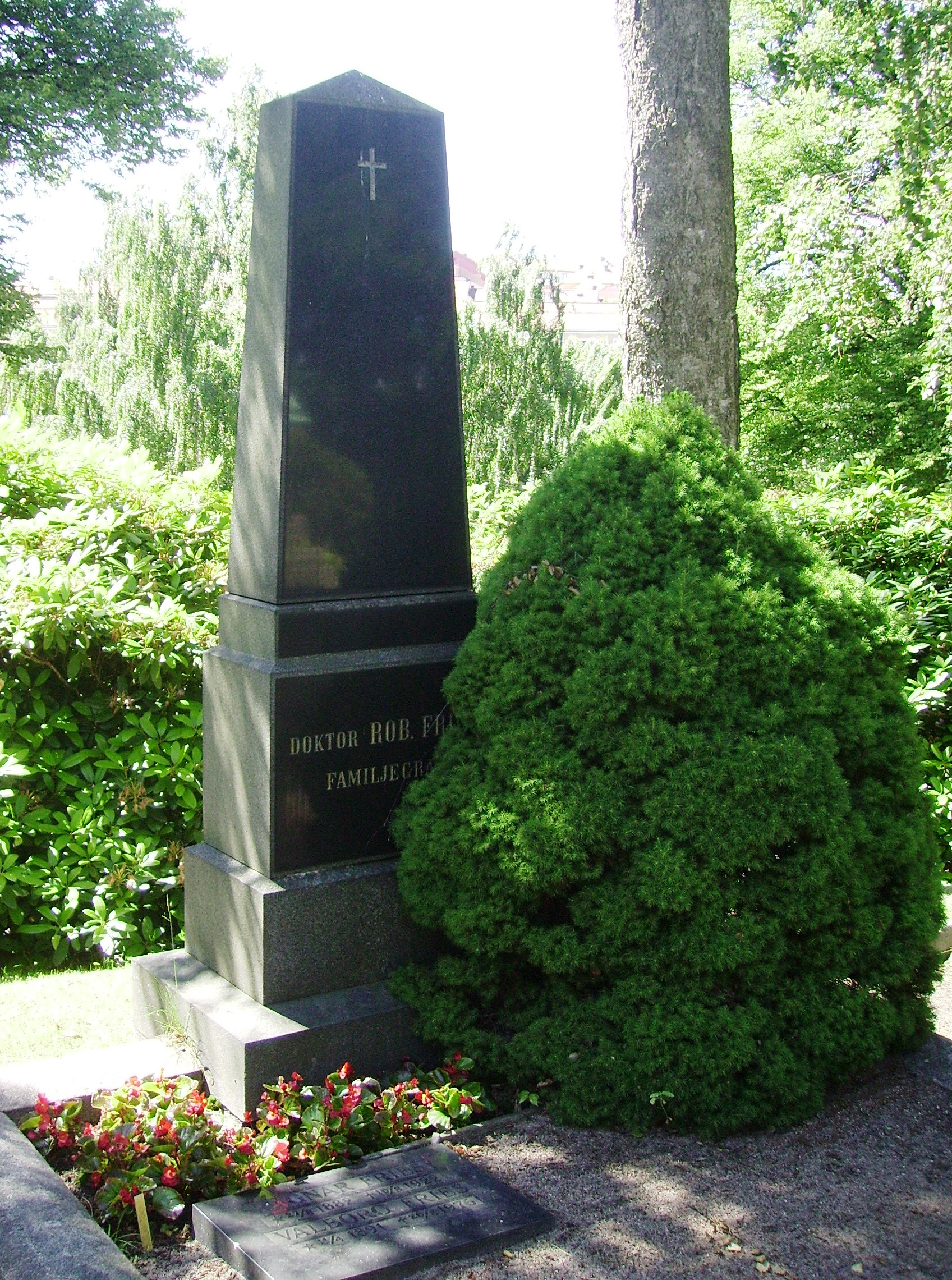
Robert Fries gravvård på Östra kyrkogården i Göteborg.

Oscar Robert Fries, född 5 april 1840 i Uppsala, död där 18 juni 1908, var en svensk läkare.

## Biografi
Fries var son till professor Elias Fries och Kristina, född Wieslander. Han gifte sig 1872 med Sofia Elisabeth Bergman, dotter till kofferdikapten G.L. Bergman och Betty Ekström. Han var far till läkarna Harald Fries och Thore Fries.
År 1858 blev han student vid Uppsala universitet och 1868 medicine doktor på en avhandling om sjukdomar orsakade av svampbildning på människans hud. Han gjorde flera studieresor till europeiska länder. Åren 1868–69 var han docent i praktisk medicin vid Uppsala universitet, och därefter praktiserande läkare i Göteborg 1869–98. Han var en av stadens mest anlitade läkare, och var bland annat järnvägsläkare på linjen Göteborg–Floda 1876–98 samt överläkare vid Brand- och lifförsäkrings AB Svea i Göteborg.
Åren 1872–80 var han ledamot i Göteborgs stadsfullmäktige samt ledamot i olika styrelser som exempelvis Renströmska bad- och tvättanstalten, hälsovårdsnämnden, Göteborgs högskola, Göteborgs stadsbibliotek och hade olika uppdrag vid Allmänna och Sahlgrenska sjukhuset.
Fries är begravd på Östra kyrkogården i Göteborg.

## Utmärkelser
Robert Fries har fått ett torg i södra Guldheden i Göteborg uppkallat efter sig, Doktor Fries torg.